# Marcos Flores
Marcos Abel Flores Benard (Reconquista, 23 oktober 1985) is een Argentijns voormalig voetballer die doorgaans speelde als middenvelder. Tussen 2003 en 2020 was hij actief voor Unión de Santa Fe, Newell's Old Boys, opnieuw Unión de Santa Fe, Curicó Unido, Adelaide United, Henan Jianye, Melbourne Victory, Central Coast Mariners, Newcastle Jets, Jacksonville Armada, opnieuw Curicó Unido, Persib Bandung, Bali United en Adelaide City.

## Clubcarrière
Op 17 april 2004 maakte Flores zijn professionele debuut voor Unión de Santa Fe als invaller voor Miguel Sebastián Garcia. Tijdens dit duel scoorde hij ook zijn eerste doelpunt. In 2006 vertrok Flores naar Newell's Old Boys, dat hem een jaar later weer verhuurde aan Unión de Santa Fe. Toen hij terugkeerde bij Newell’s Old Boys, was hij niet meer nodig en Curicó Unido nam hem over. In juni 2009 werd bekend dat Adelaide United een bod had gedaan op Flores, maar dat de Argentijn in Zuid-Amerika wilde blijven. Op 8 december 2009 tekende hij echter toch een contract in Australië en hij werd direct ingeschreven voor de AFC Champions League. In de zomer van 2011 werd Flores aangetrokken door Henan Jianye, waar hij voor drie jaar tekende. Een jaar later keerde hij echter al terug naar de Australische competitie, waar hij voor twee jaar tekende bij Melbourne Victory. Hierna bleef hij eveneens een jaar, waarna hij voor diezelfde lengtes van periode onder contract stond bij Central Coast Mariners en Newcastle Jets. In januari 2015 werd Flores aangetrokken door Jacksonville Armada. Hierna keerde hij terug naar Curicó Unido. In 2016 ging hij spelen voor Persib Bandung. Flores verkaste in januari 2017 naar Bali United. Na een jaar verliet hij deze club weer. De Argentijn zat hierop een jaar zonder club, waarna hij terugkeerde in Australië om voor Adelaide City te gaan spelen. In de zomer van 2020 besloot Flores op vierendertigjarige leeftijd een punt achter zijn actieve loopbaan.

## Clubstatistieken
| Seizoen | Club                   | Competitie       | Competitie | Competitie | Beker | Beker | Internationaal | Internationaal | Totaal | Totaal |
| Seizoen | Club                   | Competitie       | Wed.       | Dlp.       | Wed.  | Dlp.  | Wed.           | Dlp.           | Wed.   | Dlp.   |
| ------- | ---------------------- | ---------------- | ---------- | ---------- | ----- | ----- | -------------- | -------------- | ------ | ------ |
| 2009    | Curicó Unido           | Primera División | 27         | 4          | 0     | 0     | —              | —              | 27     | 4      |
| 2009/10 | Adelaide United        | A-League         | 2          | 0          | —     | —     | 7              | 0              | 9      | 0      |
| 2010/11 | Adelaide United        | A-League         | 29         | 9          | —     | —     | —              | —              | 29     | 9      |
| 2011    | Henan Jianye           | Super League     | 11         | 0          | 0     | 0     | —              | —              | 11     | 0      |
| 2012    | Henan Jianye           | Super League     | 4          | 0          | 0     | 0     | —              | —              | 4      | 0      |
| 2012/13 | Melbourne Victory      | A-League         | 24         | 4          | —     | —     | —              | —              | 24     | 4      |
| 2013/14 | Central Coast Mariners | A-League         | 12         | 3          | —     | —     | 0              | 0              | 12     | 3      |
| 2014/15 | Newcastle Jets         | A-League         | 6          | 1          | 0     | 0     | —              | —              | 6      | 1      |
| 2015    | Jacksonville Armada    | NASL             | 22         | 2          | 0     | 0     | —              | —              | 22     | 2      |
| 2015/16 | Curicó Unido           | Primera División | 8          | 1          | 1     | 0     | —              | —              | 9      | 1      |
| 2017    | Persib Bandung         | Liga 1           | 13         | 1          | 0     | 0     | —              | —              | 13     | 1      |
| 2018    | Bali United            | Liga 1           | 26         | 8          | 0     | 0     | —              | —              | 26     | 8      |
| Totaal  | Totaal                 | Totaal           | 194        | 32         | 1     | 0     | 7              | 0              | 202    | 32     |